# Římskokatolická farnost Čížová
Římskokatolická farnost Čížová (lat. Czizovium) je územním společenstvím římských katolíků v rámci píseckého vikariátu českobudějovické diecéze.

## O farnosti
Kostel zde stával již od 13. století. Roku 1571 byla v Čížové zřízena plebánie a zřejmě v souvislosti s tím došlo k přestavbě kostela. Téhož roku je připomínáno vyvraždění vladycké rodiny Loreckých z Elkuše, kteří sídlili v Šamonicích a byli pohřbeni v čížovském kostele. Náhrobní kámen rytíře Ludvíka Loreckého je dodnes v předsíni kostela, o vraždě, vyšetřování, pohřbu obětí a následném potrestání vrahů zanechal velmi podrobnou zprávu Mikuláš Dvorský, tehdejší čížovský farář. Zprávu převzal v doslovném znění do svých letopisných zápisů Marek Bydžovský z Florentina. V době šamonických událostí byla farnost utrakvistickou, po roce 1620 se vrátila ke katolické víře. V 19. století byl kostel dále upravován. V současné době je farnost bez sídelního duchovního správce a je administrována ex currendo z Písku.

## Seznam správců farnosti
- od 1. 11. 1907 P. Jan Reindl
- do 31. 3. 1947 P. Antonín Vobr
- 1. 4. 1947 - 17. 9. 1950 P. Antonín Prokeš
- 1. 11. 1950 - 31. 3. 1951 P. Jan Trpák
- 11. 5. 1951 -  22. 5. 1952 P. Jaroslav Kadlec, Dr.
- od 21. 5. 1960 P. Jakub Lang

| Kostel                     | Místo       | Bohoslužba             | Bohoslužba             | Poznámka                    |
| -------------------------- | ----------- | ---------------------- | ---------------------- | --------------------------- |
| Kaple Panny Marie          | Borečnice   | neslouží se pravidelně | neslouží se pravidelně | obecní kaple                |
| Kaple sv. Václava          | Bošovice    | neslouží se pravidelně | neslouží se pravidelně | obecní kaple                |
| Kostel sv. Jakuba Staršího | Čížová      | neděle                 | 11.00                  | farní kostel                |
| Kaple Panny Marie          | Dědovice    | neslouží se pravidelně | neslouží se pravidelně | obecní kaple                |
| Oratorium                  | Drhovle Ves | sobota                 | 14,30                  | oratorium v domově důchodců |
| Kaple                      | Dubí Hora   | neslouží se pravidelně | neslouží se pravidelně | obecní kaple                |
| Kaple sv. Jana Nepomuckého | Krašovice   | neslouží se pravidelně | neslouží se pravidelně | kaple                       |
| Kaple sv. Petra a Pavla    | Předotice   | neslouží se pravidelně | neslouží se pravidelně | obecní kaple                |
| Kaple sv. Václava          | Stará Vráž  | neslouží se pravidelně | neslouží se pravidelně | obecní kaple                |
| Kaple                      | Šamonice    | neslouží se pravidelně | neslouží se pravidelně | obecní kaple                |
| Kaple Panny Marie          | Zlivice     | neslouží se pravidelně | neslouží se pravidelně | obecní kaple                |